# Pleione humilis
Pleione humilis är en flerårig växtart i släktet Pleione och familjen orkidéer. Den beskrevs av James Edward Smith, och fick sitt nu gällande namn av David Don.

## Utbredning
Arten förekommer från Himalaya och Tibet i väster till Myanmar i öster. Den odlas även som krukväxt i andra delar av världen.